# CD-ROM
CD-ROM (англ. compact disc read-only memory) — різновид компакт-дисків з даними, доступними тільки для читання. Спочатку такий тип дисків використовувався лише для зберігання музики, але згодом він був доопрацьований для зберігання і інших цифрових даних.
Протягом 1990-х CD-ROM широко використовувались для розповсюдження програмного забезпечення та даних для комп'ютерів та ігрових консолей п'ятого покоління. Деякі компакт-диски, які називаються англ. Enhanced CD, містять як комп'ютерні дані, так і аудіо, причому останні можуть відтворюватися на програвачі компакт-дисків, тоді як дані (наприклад, програмне забезпечення або цифрове відео) можна використовувати лише на комп'ютері (наприклад, стандарт файлової системи ISO 9660).

## Історія
Найбільш ранні теоретичні роботи по використанню оптичних дисків були проведені незалежними дослідниками у США, серед яких Девід Пол Грегг (1958) та Джеймс Рассел (1965—1975). Зокрема, патенти Грегга були використані як основа специфікації Laserdisc, яка була спільно розроблена MCA Inc та Philips після того, як MCA Inc придбала патенти Грегга, а також компанію, яку він заснував, Gauss Electrophysics. LaserDisc був безпосереднім попередником компакт-диска, головна відмінність полягала в тому, що LaserDisc кодував інформацію за допомогою аналогового процесу, тоді як компакт-диск використовував цифрове кодування.
Основну роботу з оцифрування оптичного диска виконували Тошідата Дой та Кес Шуамер Іммінк протягом 1979—1980 років, які працювали в робочій групі для Sony та Phillips. 1980 року результатом роботи групи став компакт-диск з цифровим аудіо (CD-DA). Пізніше було розроблено компакт-диск як розширення CD-DA та адаптовано цей формат для зберігання будь-якої форми цифрових даних з початковою ємністю зберігання розміром 553 МіБ. 1983 року Sony і Philips створили технічний стандарт, який визначає формат компакт-диска, який отримав назву Жовта книга. Одна з набору кольорових книг, що містять технічні характеристики для всіх форматів компакт-дисків, Жовта книга визначає формат дисків з максимальною ємністю 650 МіБ. CD-ROM анонсували 1984 року та представлений Denon та Sony на першому японському комп'ютерному шоу COMDEX у 1985 році.